# Orunmila
Orunmila - ook wel Ifá, Orúla of Ọrúnla genoemd - was een Afrikaanse filosoof geboren in Nigeria wiens naam betekent "Wijsheid van God".

## Historisch
De aanvankelijk mondelinge overleveringen over de historische persoon Orunmila zijn pas later in verhalen opschreven. Vanuit historisch-kritische analyse kan desondanks met redelijke zekerheid worden gesteld dat Orunmila een werkelijk bestaand persoon is geweest en een lid was van de Yoruba-gemeenschap. Hij behoorde tot de klasse van krijgers, staatslieden, geestelijken en filosofen. Hij is waarschijnlijk geboren rond 500 v.C. in Ile-Ife, een heilige stad in Nigeria. Zijn vader Jakuta of Oroko was een steenhouwer. Zijn moeder heette Alajeru wat "zij die offers ontvangt" of "kind van iemand die offers ontvangt" betekent. Orunmila had vele vrouwen en concubines. Zijn eerste vrouw Osun deelde met hem de kunst van het Ifa-raadplegen (Eerindinlogun). Van een andere vrouw genaamd Iwa is hij vanwege onhygiënische gewoonte eerst gescheiden en later hertrouwd. Zijn concubine Olokun was tevens een echtgenote van de kroonprins Oranmiyan uit de Oduduwa dynastie. 
Orunmila verkondigde zijn leer al reizend en bezocht in ieder geval de streken Ado, Offa, Ilesha en Ikole. Hij koos uit de mensen die hem van heinde en verre opzochten om bij hem in de leer te gaan, uiteindelijk 16 volgelingen. Ook openende hij in Oke-Itase een school die uiteindelijk zou uitgroeien tot het religieuze basis van Ifa als wereldreligie. De voornaamste bron voor zijn filosofie zijn de 256 Odu-Ifa verzen.

## Filosofisch
Orunmila kan als Afrikaanse filosoof worden vergeleken met Socrates als antiek filosoof. Beiden onderwezen bijvoorbeeld hun volgelingen alleen mondeling en sommige van die volgelingen hebben hun interpretaties van de leer op schrift gesteld.  Beiden hadden een steenhouwer als vader. Deugd was voor allebei een hoog goed, maar moeilijk na te leven. Ze deelden verder het uitgangspunt "ik weet dat ik niets weet". Andere filosofische overeenkomsten zijn de steun voor kritische analyse, de notie dat angst voor de dood onnodig is, de onderbouwing voor het nut van onderwijs en het benadrukken van maatschappelijke regels. 
Er zijn ook duidelijke verschillen waarneembaar tussen de westerse filosofie van Socrates en de Afrikaanse filosofie van Orunmila. Zo vond Orunmila dat ieder mens dezelfde fundamentele rechten deelt, terwijl Socrates een onderscheid maakte voor "ongelijke gevallen". Orunmila beschouwde de realiteit en goed en kwaad als complementair in tegenstelling tot Socrates. Socrates streefde absolute kennis na, Ornumila vond kennis door ervaring betrouwbaar genoeg.
Orunmila wordt net als Socrates door wetenschappers beschouwd als toonaangevende denker die de wijsheid uit zijn tijd verbeeldt en naamgever is aan een rationeel-filosofische methode. Toch staat Orunmila niet te boek als bekende filosoof uit het verleden. De reden hiervoor is onder meer dat Orunmila door een vertalingsfout ("god van wijsheid" in plaats van "wijsheid van god") als mythisch wezen van de Yoruba-religie is neergezet. Dit misverstand voorspelde Orunmila zelf al in een aan hem toegeschreven dialoog;
"Zij, die wijsheid op aarde verweven en zegeningen over de wereld brengen, zijn het die wij als goden aanbidden. (Eji-Ogbe)".